# 177 (số)
177 (một trăm bảy mươi bảy) là một số tự nhiên ngay sau 176 và ngay trước 178.